# S41-es személyvonat
Az S41-es személyvonat Fejér, Tolna és Somogy megyében közlekedő országos személyvonat volt 2015-ben és 2016-ban. Végállomásai Pusztaszabolcs és Kaposvár voltak, a közvetlen vonatrésszel (Pusztaszabolcson szét, illetve összecsatolták az S42-es személyvonattal) még Budapest-Déli pályaudvar is közvetlenül elérhető volt.

## Története
2015 novemberében, egy hónappal a 2015–2016-os menetrend életbe lépése előtt komoly járatritkítást jelentett be a MÁV, amelynek áldozatul esett a déli órákban egy pár S40-es vonat Pusztaszabolcs és Dombóvár között. A Flirt motorvonat többórás dombóvári tartózkodását elkerülve páros irányban az eggyel korábbi járatot Kaposvárig küldték tovább, hogy onnan forduljon vissza a kimaradó páratlan utáni járatra.
A vonat 2015. december 13-tól közlekedett de még jelzés nélkül személyvonatként. A vonat S42-es személyvonattal egyesítve közlekedett Pusztaszabolcsig. Pusztaszabolcstól Kaposvárig mindenhol megállt, míg az ellenirányú járat Kaposvártól Dombóvárig nem állt meg, utána szintén mindenhol megállt. Vonatszáma négyjegyű volt, 82-vel kezdődött.
2016. június 16-tól már megkapta az S41-es viszonylatszámot.
2016. augusztus 29-től már csak S40-esként közlekednek, dombóvári végállomással. A járatok azóta sem közlekednek tovább Kaposvárig, bár a járatritkítás részeként kivett déli járatpár sem került vissza a menetrendbe.

## Útvonala
| 0   | Budapest-Déli végállomás | 228 | 17, 56, 56A, 59, 59A, 59B, 61 21, 21A, 39, 102, 139, 140, 140A, 221 770 S10 , S12 , S30 , G30 , Z30 , S34 , S35 , S40 , S42 , IC, személyvonat, sebesvonat, gyorsvonat, expresszvonat |
| 8   | Kelenföld                | 221 | 1, 19, 49 8E, 40, 40B, 40E, 53, 58, 87, 87A, 88, 88A, 101B, 101E, 108E, 141, 150, 150B, 153, 154, 172, 173, 187, 188, 188E, 250, 250B, 251, 251A, 251E, 272 689, 691, 710, 712, 715, 720, 722, 724, 725, 727, 731, 732, 734, 735, 736, 760, 762, 763, 764, 767, 770, 774, 775, 778, 779, 798, 799 S10 , X10 , S12 , S30 , G30 , Z30 , S34 , S35 , S36 , S40 , S42 , G43 , G44 , IC, EC, EN, személyvonat, sebesvonat, gyorsvonat, expresszvonat, |
| 13  | Budafok                  | 215 | 33, 58, 114, 133E, 141, 158, 213, 214, 241, 241A, 250, 250B, 251, 251A 47, 56 S30 , S34 , S35 , S36 , S40 , S42 , G43 , G44 |
| 15  | Háros                    | 213 | 33, 114, 133E, 213, 214 S40 , S42 |
| 17  | Budatétény               | 211 | 13, 13A, 88, 101E, 113, 113A, 138, 150, 287 700 S40 , S42 , G43 , G44 |
| 19  | Barosstelep              | 209 | 13, 13A, 88, 113, 113A S40 , S42 , G43 , G44 |
| 21  | Nagytétény-Diósd         | 207 | 13, 33, 113, 113A S40 , S42 |
| 24  | Érdliget                 | 204 | S40 , S42 |
| 27  | Érd felső                | 201 | 700, 705, 710, 712, 715, 720, 722, 731, 733, 734, 735, 736, 738, 741, 742, 744, 745, 746, 755 1120, 1134 S40 , S42 , G43 , G44 |
| 31  | Érd                      | 197 | S40 , S42 |
| 36  | Százhalombatta           | 191 | 705, 708, 709, 710, 712, 715, 756 1120, 1134 S40 , S42 |
| 40  | Dunai Finomító           | 187 | 704, 705 1120 S40 , S42 |
| 45  | Ercsi                    | 181 | 704 S40 , S42 |
| 53  | Iváncsa                  | 173 | 8236 S40 , S42 |
| 69  | Pusztaszabolcs           | 153 | 718, 750, 8234 S40 , S42 , Z42 , S440 |
| 75  | Szabadegyháza            | 145 | 8032 S40 |
| 80  | Sárosd                   | 140 | 8035, 8037, 8039 S40 |
| 85  | Nagylók                  | 134 | 8039 S40 |
| 93  | Sárbogárd                | 126 | Helyközi buszok S40 , IC, InterRégió, személyvonat |
| 100 | Rétszilas                | 119 | S40 , S432 |
| 103 | Sáregres                 | 116 | S40 , S431 |
| 112 | Simontornya              | 107 | 8066, 8271, 8310, 8333 S40 , S431 , IC |
| 118 | Tolnanémedi              | 101 | S40 |
| 124 | Pincehely                | 94  | Helyközi buszok S40 , IC |
| 127 | Belecska                 | 90  | S40 |
| 132 | Keszőhidegkút-Gyönk      | 85  | Helyközi buszok S40 |
| 134 | Szárazd                  | 82  | S40 |
| 136 | Regöly                   | 80  | S40 |
| 141 | Szakály-Hőgyész          | 75  | Helyközi buszok S40 |
| 144 | Dúzs                     | 71  | S40 |
| 148 | Csibrák                  | 67  | S40 |
| 151 | Kurd                     | 64  | Helyközi buszok S40 |
| 157 | Döbrököz                 | 57  | Helyközi buszok S40 |
| 167 | Dombóvár                 | 31  | 1, 1A, 2, 2A, 10, 11, 21 Helyközi buszok S40 , IC |
| 189 | Dombóvár alsó            | ∫   | 1, 1A, 2, 2A, 10, 11, 21 Helyközi buszok személyvonat, sebesvonat |
| 194 | Kapospula                | ∫   | Helyközi buszok személyvonat |
| 199 | Attala                   | ∫   | Helyközi buszok személyvonat |
| 203 | Csoma-Szabadi            | ∫   | Helyközi buszok személyvonat |
| 208 | Nagyberki                | ∫   | Helyközi buszok személyvonat |
| 213 | Baté                     | ∫   | Helyközi buszok személyvonat |
| 217 | Kaposhomok               | ∫   | Helyközi buszok személyvonat |
| 221 | Taszár                   | ∫   | Helyközi buszok személyvonat |
| 226 | Kaposszentjakab          | ∫   | Helyközi buszok személyvonat |
| 321 | Kaposvár végállomás      | 0   | Helyközi buszok személyvonat, sebesvonat, IC |